# トニセンのおいしくロスめし食堂
『トニセンのおいしくロスめし食堂』（トニセンのおいしくロスめししょくどう）は、2022年11月10日から2023年3月30日までTBSテレビで放送された料理番組。20th Century（トニセン）の冠番組である。オイシックス・ラ・大地一社提供。放送時間は毎週木曜22:57 - 23:00（JST）だが、直前番組『櫻井・有吉 THE夜会』拡大版などによってずれる事がある。

## あらすじ
トニセンのメンバーが料理研究家とともに「もったいない食材」を活用して、フードロス削減を目指す料理番組。

## 出演者
- メインMC（オーナー）
  - 坂本昌行（20th Century）
  - 長野博（20th Century）
  - 井ノ原快彦（20th Century）
- 料理研究家
- ナレーション - 山形純菜（TBSアナウンサー）

## 放送リスト
| 回 | 初回放送日     | ロスめし                                      | オーナー   | 料理研究家 | 備考 |
| -- | -------------- | --------------------------------------------- | ---------- | ---------- | --- |
| 1  | 2022年11月10日 | さんまとりんごのグリル焼き                    | 坂本昌行   | 浜内千波   | |
| 2  | 11月17日       | えのきと切干大根のうま塩煮                    | 坂本昌行   | 浜内千波   | |
| 3  | 11月24日       | 白身魚のムニエル 茄子まるごとソース           | 坂本昌行   | 浜内千波   | |
| 4  | 12月01日       | 人参とみかんの丸ごとラペ／人参ごはん          | 坂本昌行   | 浜内千波   | |
| 5  | 12月08日       | 白菜玉あんかけ                                | トニセン   | 浜内千波   | |
| 6  | 12月15日       | 皮ごと里芋とレンコンのトマト煮                | トニセン   | 浜内千波   | |
| 7  | 12月22日       | フランス風 親子丼                             | 長野博     | 和知徹     | 放送時間は23:27 - 23:30                                                                                             |
| 8  | 12月29日       | 白身魚のブランダード                          | 長野博     | 和知徹     | 放送時間は23:27 - 23:30                                                                                             |
| 9  | 2023年01月05日 | お餅とコーンのポタージュ                      | トニセン   | 浜内千波   | |
| 10 | 01月12日       | 野菜と豚肉の蒸し煮                            | トニセン   | 浜内千波   | |
| 11 | 01月19日       | 外葉キャベツのチヂミ                          | 坂本昌行   | 浜内千波   | |
| 12 | 01月26日       | 旨コクミートソース                            | 長野博     | 和知徹     | |
| 13 | 02月02日       | 昆布のスパイシー豚巻き                        | 長野博     | 和知徹     | |
| 14 | 02月09日       | ビーフステーキとフレッシュサルサ              | 長野博     | 和知徹     | |
| 15 | 02月16日       | 皮ごとさつまいもとサバ缶の中華風サンド        | 井ノ原快彦 | 五十嵐美幸 | |
| 16 | 02月23日       | 皮ごとレモンの甘酢漬け&鯛の中華風ブルスケッタ | 井ノ原快彦 | 五十嵐美幸 | |
| 17 | 03月02日       | 丸ごとピーマンのオイスター肉詰め              | 井ノ原快彦 | 五十嵐美幸 | |
| 18 | 03月09日       | 丸ごとカボチャの担々煮込み                    | 井ノ原快彦 | 五十嵐美幸 | 『WBC2023 開幕戦 日本vs中国』の中継延長（18:00 - 23:00、当初予定より60分延長）に伴い、60分繰り下げ（23:57 - 24:00） |
| 19 | 03月16日       | 軸ごときのこのジャージャー丼                  | 井ノ原快彦 | 五十嵐美幸 | |
| 20 | 03月23日       | カリフラワーの葉の洋風きんぴら                | トニセン   | 浜内千波   | |
| 21 | 03月30日       | 長いもと紅生姜のかき揚げ                      | トニセン   | 浜内千波   | |

## スタッフ
- 総合演出 - 池田智（TBSスパークル）
- テーマソング - 20th Century「Oisi- Coisi」（MENT RECORDING）
- プロデューサー - 佐多美穂（TBSスパークル）、佐々木良子（TBSスパークル）
- 製作 - TBSスパークル、TBS